# Замбия
Република Замбия е държава в Южна Африка. Тя е заобиколена от суша. Граничи с Демократична република Конго на север, Танзания на североизток, Малави на изток, Мозамбик, Зимбабве, Ботсвана и Намибия на юг и Ангола на запад. В миналото Северна Родезия, държавата е преименувана на името на река Замбези.

## География
Замбия е заобиколена от суша държава в Южна Африка, с тропичен климат. Релефът ѝ се състои главно от високи плата, хълмове и планини. Заема площ от 752 618 km².
Три важни реки минават през Замбия: Кафуе, Луангуа и река Замбези. Последната определя границата с Намибия и цялата граница със Зимбабве. Река Кафуе и река Луангуа са основни притоци на Замбези, която се влива в Индийския океан.
На река Замбези се намира водопадът Виктория.
Долината Замбези, намираща се около южната граница, е дълбока и широка. Движейки се на север, релефът се променя във високо плато, достигащо 900 – 1200 м до над 1800 м в северната част на Копербелт. На изток, долината Луангва променя посоката си на юг, с хълмове от всички страни, докато стигне Замбези.

## История
От 17 до 19 век на територията на Замбия възникват първите държавни образувания Баротсе и Лунда. През 18 век на територията на днешна Замбия проникват португалците. Трите пътувания на Дейвид Ливингстън от 1853 до 1873 предшестват британска колонизация. През 1890 страната попада под властта на Британската южноафриканска компания (основана от С. Роудс). През 1911 е наречена е Северна Родезия. През 1924 е обявена за британски протекторат Северна Родезия. През 1948 започва движение за деколонизация, ръководено от К. Каунда. През 1953 включена е във Федерация Родезия и Нясаланд. През 1959 е основана Обединената партия на националната независимост (единствена и управляваща партия от 1972). На 24 октомври 1964 Северна Родезия е обявена за независима република Замбия в състава на Общността на нациите, с президент – К. Каунда, който установява еднопартийно управление. През 1990 е възстановена многопартийната система. През 2002 президент става Леви Мванаваса. Замбия е членка на Организацията за африканско единство и на ООН (1964).

## Държавно устройство
Замбия е президентска република, в която президентът на Замбия е и държавен глава и министър-председател, в условията на многопартийна система. Изпълнителната власт е контролирана от правителството. Законодателната власт се поделя между правителството и парламента. Замбия (в миналото Северна Родезия) става република веднага след като е обявявена за независима през октомври 1964.

## Административно деление
Замбия е разделена на 9 провинции, всяка управлявана от определен представител, който основно е подчинен на управляващия. Провинциите са разделени на общо 73 района. Провинциите са:
- Централна
- Копербелт
- Източна
- Луапула
- Лусака
- Северна
- Северозападна
- Южна
- Западна

## Образование
Ученето обикновено преминава през 3 етапа – начално (възраст 1 – 7 години), младша второстепенна (възраст 8 – 9 години), по-висша второстепенна (възраст 10 – 12 години). Така наречената „основна“, в която се учи от 1 до 9 години, като деветата година е смятана за добра степен на образоване за повечето деца. Обаче ученето е безплатно само от 1 – 7 години и много деца прекъсват след това. В Замбия съществуват и държавни, и частни училища. Частната система започва като резултат от усилията на Християнската задача в края на 19. и началото на 20 век. Частните училища преподават на принципа на преподаване във Великобритания и САЩ.

### Висше образование
Възможностите за образование в Замбия извън висшите училища са много ограничени. Съществуват няколко училища, предлагащи високо образование, но много замбийци не могат да си позволят таксите. Университетът в Замбия е първата институция в Замбия предлагаща висше образование.
Няколко учители преподаващи в колежите предлагат двугодишно обучение извън висшите училища и има няколко християнски училища, които предлагат духовно обучение.
Университети:
- Замбийския университет[неработеща препратка] в Лусака
- Копербелтски университет Архив на оригинала от 2013-07-23 в Wayback Machine. в Китуе
- Северния университет в Ндола

## Икономика
По-голямата част от икономическо активното население, или 70%, е заето в селското стопанство, което обаче формира само малка част от Брутния вътрешен продукт. Най-голяма част представлява рудодобива в т.нар. Копърбелт (Меден район). Основните суровини са мед и кобалт.
Енергетиката е важна част от икономиката, Замбия произвежда над 90% от електричеството си с ВЕЦ. Най-голямата водноелектрическа централа в страната е язовир Кариба – съвместен проект със Зимбабве, разположен на река Замбези. Той генерира мощност от над 1200 мегавата. Замбия строи и втора ВЕЦ на язовира, с мощност 920 МВ.

## Население

### Религия
Конституцията на Замбия я определя като християнска държава, но съществуват и други религии. Традиционните вярвания се смесват много лесно с християнството в синкретичните църкви на държавата. Ислямът също има голямо присъствие, особено в градска среда.
В християнските общини могат да бъдат открити много проповядвания: римо-католически (2 архиепархии и 8 епархии), англикански, петдесетнически, лутерански, различни евангелски. Тези са наложени и подпомагани от проповедниците на колонизаторите (португалски и католически на изток – от Мозамбик) и англикански (английско и шотландско влияние) от юг. Освен за някои технически длъжности (напр. доктор), ролята западните проповедници е била изместена от местни вярвания. След като Фредерик Чилуба (петдесетнически християнин) става президент през 1991, петдесениците се струпали из държавата.

## Култура
Културата на Замбия е основно местна с влияние от Европа. Преди основаването на днешна Замбия, местните хора са живели в отделни племена, всяко със своите особености. Един от ефектите на колониалната епоха е нарастването на урбанизацията. Различните етнически групи започват да живеят съвместно в градовете, като се влияят както по между си, така и от европейската култура. Местните култури в много голяма степен са оцелели в селските региони, а в градските се наблюдава продължителна интеграция и еволюция на тези култури, за да се достигне до модерния облик.
Традиционната култура може да се види на пъстрите ежегодни замбийски традиционни церемонии. По-известните от тях са:
| Церемония          | Регион на страната         |
| ------------------ | -------------------------- |
| Куомбока           | Катханга Западна провинция |
| Мутомбоко          | Провинция Луапула          |
| Нцвала             | Източна провинция          |
| Лвиинди, Шимуненга | Южна провинция             |
| Ликумби Лямизе     | Северозападна провинция    |
| Чибвела Кумуши     | Централна провинция        |
| Укусефя па нг’вена | Северна провинция          |